# Skigo
 (octobre 2020).
Skigo AB est une entreprise de fabrication suédoise de produits de sports d'hiver, dont le siège social et la production sont situés dans la ville de Kiruna. La gamme actuelle de produits Skigo comprend des farts de ski, des bâtons et des gants. L'entreprise a été fondée par l'ancien skieur de fond Christer Majbäck et ses produits sont distribués dans le monde entier.
Skigo a connu de nombreuses premières dans le développement de farts de ski, y compris l'utilisation de silicium, et a été l'un des premiers à utiliser le PTFE dans le fart de ski.
Skigo a été lancé par Hagmans AB en 1979. Au début des années 1990, Skigo a fusionné avec la marque Lind-Ex. Les deux marques ont continué à être distribuées séparément jusqu'à ce que peu de temps après 1992, la décision soit prise d'unifier les deux marques sous le nom de Skigo. Les meilleurs farts de chaque marque ont été conservées avec l'unification. Skigo a ajouté des bâtons de ski et des gants à sa gamme de produits au début des années 2000. Des vêtements de ski ont commencé à être ajoutés en 2008. La recherche et le développement se poursuivent aujourd'hui à Kiruna avec des améliorations et fart.
Skigo est le fournisseur officiel de nombreuses équipes nationales de ski à travers le monde, notamment la Suède, la Norvège, la Finlande, la Russie et le Canada.
De nombreux skieurs nordiques bien connus ont été sponsorisés et/ou promus des farts Skigo, notamment Gunde Svan qui est apparu sur les emballages de produits dans les années 1980 et Christer Majbäck.